# Ali-paša Rizvanbegović
Ali-paša Rizvanbegović-Stočević (bosansko Ali-paša Rizvanbegović-Stočević, turško Ali Rıdvanoğlu Paşa) je bil od leta 1813 do 1833 hercegovski osmanski kapudan (upravnik) Stolca in od leta 1833 do 1851 delno neodvisen vezir (vladar) Hercegovskega Pašaluka, * 1783, Stolac, Osmansko cesarstvo, † 20. marec 1851, Dobrun pri Banja Luki, Osmansko cesarstvo
Hercegovski pašaluk (ejalet) je bil ustanovljen prav zanj kot nagrada za pomoč pri zatiranju upora Huseina Gradaščevića proti Osmanskemu cesarstvu. Po odkritju, da je snoval načrte za svojo neodvisno oblast v Hercegovini, je bil odstavljen in domnevno usmrčen. 

## Življenje
Ali-paša Rizvanbegović je bil rojen leta 1783 v Begovini pri Stolcu, Hercegovina. Ko je bil star trideset let, je bil imenovan za kapudana rojstnega mesta. Na tem položaju je ostal do leta 1833.

### Zatiranje bosanske vstaje
Ostro je nasprotoval bosanski vstaji leta 1831, ki jo je vodil Husein Gradaščević. Iz Stolca je naredil trdno oporišče sil, zvestih Osmanskemu cesarstvu. Pri tem mu je pomagal lojalist Smail-aga Čengić, kapudan Gackega, ki je enako postopal v svoji kapitaniji.
V prvi fazi upora je dal zatočišče osmanskemu guvernerju Namik-paši, pobeglemu iz Travnika. Uporniška vojska iz Sarajeva se je odpravila v napad na Stolac, ko je izvedela, da je Namik-paša zapustil mesto, pa je napad ustavila.
V zadnjih mesecih leta 1831 so uporniki sprožili splošno ofenzivo proti lojalističnim kapudanom, s katero so nameravali streti domače nasprotnike vstaje in privesti celo Hercegovino pod svojo oblat. Uporniške sile pod vodstvom livanjskega kapudana Ibrahim-bega Fidrusa so napadle in premagale ljubuškega kapudana Sulejman-bega.
Po zmagi je večina Hercegovine prišla v roke upornikov. Uporniki so začeli oblegati Stolac, ki ga je Ali-paša Rizvanbegović dobro branil. Ko je Ali-paša Rizvanbegović na začetku marca 1832 prejel sporočilo, da so uporniki zaradi zime izčrpani, je prebil blokado in pognal oblegovalce v beg. Uporniki so iz Sarajeva poslali vojsko pod poveljstvom Mujage Zlatarja, ki naj bi okrepila oblegovalce Stolca. Ko so do upornikov prispele novice o bližajoči se veliki osmanski ofenzivi, so njegovo vojsko 16. marca 1832 odpoklicali.
Ko so osmanske vojske v naslednjih mesecih obkolile Sarajevo, sta se jim pridružila tudi Ali-paša Rizvanbegović in njegov zvesti zaveznik Smail-aga Čengić iz Gackega. Njuni vojski sta 4. junija prišli na Stup na cesti med Sarajevom in Ilidžo, kjer se je že vodila dolga, intenzivna bitka med glavnino osmanske vojske in uporniško vojsko pod poveljstvom samega Gradaščevića.
Vojska hercegovskih lojalistov je z boka napadla Gradaščevićevo vojsko in se prebila skozi njene vrste. Napad je bil nepričakovan in je prisilil upornike k umiku Sarajevo. Vodje upora so sprevideli, da je nadaljevanje upora brezupno. Cesarska vojska je 5. junija 1832 osvojila Sarajevo, Gradaščević pa je pobegnil v Habsburško monarhijo.

### Vezir Hercegovine
Ali-paša Rizvanbegović je za svoje zasluge v zatiranju vstaje in velike vojaške veščine zaslužil primerno nagrado. Sultan Mahmud II. ga je leta 1833 povišal v vezirja in mu dal na izbiro, kje želi vladati. Ali-paša ga je vprašal, če je mogoče Hercegovino odcepiti od Bosanskega pašaluka in v njej ustanoviti nov pašaluk. Sultan mu je željo izpolnil. Glede na to, da se je v Bosni ravno končala množična vstaja, v kateri je velik del Hercegovine ostal zvest sultanu, je bila njena odcepitev in povišanje v pašaluk očitno skladna s sultanovo politiko. Ali-paša je upal, da bo njegov položaj deden in ostal v njegovi dtužini, vendar se je motil. Po njegovi smrti so Hercegovski pašaluk preprosto ukinili.

#### Ali-pašin razglas
Leta 1833 je kot novi vezir prišel v Mostar in ljudstvu razglasil:
Naš odkritosrčni cesar me ljubi in me je zato  postavil za tretjino bliže sebi. Ponudil mi je, da postanem vezir, kjer koli hočem, vendar nisem hotel biti vezir ničesar drugega kot Hercegovine, ločene od Bosanskega pašaluka. V Hercegovino so vključene županije Prijepolje, Pljevlja s Kolašinom in Šaranci z Drobnjakom, Čajniče, Nevesinje, Nikšić, Ljubinje-Trebinje, Stolac, Počitelj, Blagaj, Mostar, Duvno in polovica okrožja Konjic, ki je na tej strani Neretve. To je bilo dano meni, mojim otrokom in sorodnikom in to sem storil, da preprečim, da bi nek  hud paša vladal nad Hercegovino. Mislil sem, da je bolje, da vladam nad Hercegovino jaz kot domačin  namesto kakšnega tujca - nihče se ne more ogniti svoji hiši. Vse bom sodil po pravici ...
Omenil je tudi:
Od danes naprej nikomur več ne bo treba hoditi k cesarju v Istanbul. Tukaj v Mostarju je vaš Istanbul, tukaj v Mostarju pa vaš cesar.

### Upravljanje Hercegovine 1833-1851
Ali-paša Rizvanbegović se je kot novi vezir Hecegovine še posebej trudil za napredek kmetijstva in poskušal ozdraviti nekoč močno gospodarstvo Bosanskega pašaluka. Med njegovim upravljanjem so glavni hercegovski kmetijski proizvodi postali oljke, mandlji, kava, riž in citrusi.

## Smrt
Kot vezir novega pašaluka je upal, da bo svoj položaj lahko prenesel na potomce in ustvalil svojo dinastijo, vendar se to ni ujemalo z načrti osmanske vlada za to regijo. Sultan Abdilmedžid I. je začutil, da postaja vezir vedno bolj samostjen in se zbal, da se bo Hercegovina odcepila od cesarstva. Sultan Mahmud II., ki je Ali-pašo povzdignil v vezirja, je leta 1839 umrl, od Omar-paše, ki je bil takrat poveljnik vojske v Bosni, dobil namig, da je Ali-paša na tajnem sestanku v Sarajevu rovaril proti sultanu. Ali-pašo so po nalogu Porte aretirali in 20. marca 1851 na ponižujoč in surov način usmrtili. Hercegovski pašaluk je bil ukinjen in prikljčen k Bosanskemu pašaluku. Nova entiteta je postala znana kot Bosna in Hercegovina.

## Vira
- Lazar Tomanović. Petar Drugi Petrović – Njegoš kao vladalac. Novi Sad – Srbinje, 2004.
- Andric, Ivo. The Damned Yard and Other Short Stories. Beograd: Dereta, 2007.